# Flykten västerut
Flykten västerut (tyska: Die Trapp-Familie) är en västtysk film från 1956 i regi av Wolfgang Liebeneiner. Huvudrollerna spelas av Ruth Leuwerik, Hans Holt och Maria Holst. Filmen är baserad på Maria von Trapps memoarer Den sjungande familjen Trapp från 1949. Den blev en av de mest framgångsrika tyska filmerna under 1950-talet och inspirerade till den mer fiktiva Broadwaymusikalen Sound of Music och dess framgångsrika filmversion från 1965. Filmen fick en uppföljare Die Trapp Familie in Amerika, 1958.

## Handling
En postulant i ett kloster skickas att ta hand om sju besvärliga barn till en förmögen baron, denne förälskar sig i henne och de gifter sig. Genom hennes inflytande blir familjen en berömd sånggrupp i sitt hemland. Men när baronen blir pressad att ansluta sig till Hitlers armé, flyr familjen till USA, där de etablerar sig som sångare.

## Rollista i urval
- Ruth Leuwerik - Baronessan Maria von Trapp
- Hans Holt - Baron von Trapp
- Maria Holst - Prinsessan Yvonne
- Josef Meinrad - Dr. Franz Wasner
- Friedrich Domin - Rudi Gruber, bankiren
- Hilde von Stolz - Baronessan Mathilde
- Agnes Windeck - Abbedissan
- Gretl Theimer - Kokerskan
- Liesl Karlstadt - Raphaela
- Karl Ehmann - Betjänt
- Hans Schumm - Petroff
- Joseph Offenbach - Samish
- Peter Capell - Ellis Island officer
- Michael Ande - Werner von Trapp
- Knut Mahlke - Rupert von Trapp
- Ursula Wolff - Agathe von Trapp
- Angelika Werth - Hedwig von Trapp
- Monika Wolf - Maria F. von Trapp
- Ursula Ettrich - Rosemarie von Trapp
- Monika Ettrich - Martina von Trapp